# Zosterop de Java
El zosterop de Java (Heleia javanica) és un ocell de la família dels zosteròpids (Zosteropidae).

## Hàbitat i distribució
Habita boscos, vegetació secundària i terres de conreu, a les muntanyes de Java i Bali.